# Wilhelm List
Siegmund Wilhelm Walther List (14. května 1880 Oberkirchberg – 17. srpna 1971 Garmisch-Partenkirchen) byl německý důstojník a polní maršál německé armády v období II. světové války. Na začátku války mu bylo svěřeno na Slovensku velení 14. armády Wehrmachtu.

## Život

### Rodina
List se narodil do rodiny praktického lékaře Waltera Lista (1853–1907). V roce 1911 se List oženil s  Hedwig Kleinschroth.

### Po skončení války
V Norimberských procesech byl v roce 1948 odsouzen na doživotí. Z vězení byl v roce 1952 ze zdravotních důvodů propuštěn. Po propuštění z vězení žil až do své smrti v Garmisch-Partenkirchenu.

## Vyznamenání
- Železný kříž, Spona k Železnému kříži 1914 1. třída, (1939)
- Železný kříž, Spona k Železnému kříži 1914 2. třída, (1939)
- Rytířský kříž Železného kříže, (1939)
- Železný kříž
- Železný kříž
- Královský hohenzollernský domácí řád, s meči
- Vojenský záslužný řád, IV. třída s meči a korunou
- Řád Fridrichův, rytířský kříž
- Vojenský záslužný kříž , III. třída s vojenskou dekorací
- Řád za vojenské zásluhy, rytířský kříž (Bulharsko)
- Odznak za zranění, černý (1918)